# 동부로 (장흥군)
동부로(Dongbu-ro)는 대한민국의 전라남도 장흥군 장흥읍 중심부를 연결하는 도로이다.

## 노선 경로
- 건산삼거리 - 남부관광로
- 삼거리 명칭 미상 - 장흥로, 신도리길